# 吳道寧 (懷慶)
吳道寧（1443年—1531年），字世安， 别号继公，河南懷慶府河内縣人，民籍，明朝政治人物。進士出身。

## 生平
其先为浙江温州之潭头人，明初徙居南京晚市。父吴维，成化初年任温县教谕。曾梦于黄河中流盖楼，因曰：吾当于河内起家。遂占籍河内焉。
吳道寧早年与弟吴道隆同出身府學生，成化十三年丁酉（1477年）中河南鄉試第五名舉人。成化十四年（1478年）聯捷戊戌科會試第五十三名，殿試登進士第三甲第一百四十四名進士。初授直隸盐山县知县，升监察御史。弘治十一年（1498年），升山西按察司副使。奉敕整饬雁门等三关兵备，创筑宁武新城，设宁武所及沿边堡寨。以疾辞归。嘉靖十年（1531年）卒，年八十九。

## 家族
曾祖吳夢仁。祖父吳伯泰。父吳維，曾任教諭。配金氏，累封恭人。侧室三：職氏、黄氏、臧氏。有子五人：守诚、守敬、守中、守和、守经。守中为正德九年进士，官广平知府。守经，仪宾，更名吴模。